# 波利亚娜·冲本
波利亚娜·冲本（葡萄牙語：Poliana Okimoto，1983年3月8日—）生于圣保罗州圣保罗，是一名巴西女子游泳运动员，主攻公开水域游泳。她是第四代日裔。冲本在两岁时开始接触游泳，在七岁时开始正式练习游泳，在二十二岁开始专攻公开水域游泳后，她的水平开始显现出来。她的教练Ricardo Cintra同时也是其丈夫。

## 职业生涯
冲本在长池游泳世锦赛上共收获四枚奖牌，其中一枚铜牌来自于2009年世锦赛5公里公开水域项目，当时她凭借这枚铜牌成为历史上首位在游泳世锦赛公开水域项目上摘得奖牌的巴西女子选手，她也凭借着这一成绩被巴西杂志评为该年100个具影响力巴西女性之一；另外三枚奖牌均来自于2013年世锦赛，在该届世锦赛上她表现突出，一举获得10公里金牌、5公里银牌和混合团体铜牌。她也凭借该届世锦赛的表现获得2013年度巴西年度最佳女子运动员以及国际泳联年度最佳公开水域游泳运动员。除此之外，她还曾在2006年公开水域游泳世锦赛上收获两枚银牌。
冲本参加过2008年、2012年和2016年三届奥运，其中她在2008年北京奥运获得第七名；在2012年伦敦奥运，她因低温症未能完成比赛，她也因为此而有了结束自己体育生涯的打算，在被丈夫以及周边的人说服后才放弃此打算；2016年里约奥运，由于原本第二个到达终点的法国选手奥雷莉·米勒因在抵达终点时将意大利选手拉凯莱·布鲁尼按入水中而被取消成绩，原本第四个到达终点的冲本获得一枚铜牌，成为历史上首位在奥运游泳项目上获得奖牌的巴西女子选手，她的这枚奖牌也是巴西在该届奥运游泳项目所获得的唯一一枚奖牌。另外，她还参加过2007年和2011年泛美运动会，两次参赛均获得银牌。
在里约奥运过后，冲本一度计划参加2020年东京奥运。然而后来由于她失去了重要赞助商，同时她也有了成为母亲的想法，她在2017年12月决定退役。2018年，她进入国际马拉松游泳名人堂。